# Lytta
Lytta es un género de escarabajos de la familia Meloidae. En 1775 Fabricius describió el género. Contiene aproximadamente 110 especies: Las larvas viven en nidos de abejas y se alimentan de ellas. Son de distribución holártica.
- Lytta abbreviata Klug, 1825
- Lytta aenea Say, 1824
- Lytta aeneipennis (LeConte, 1851)

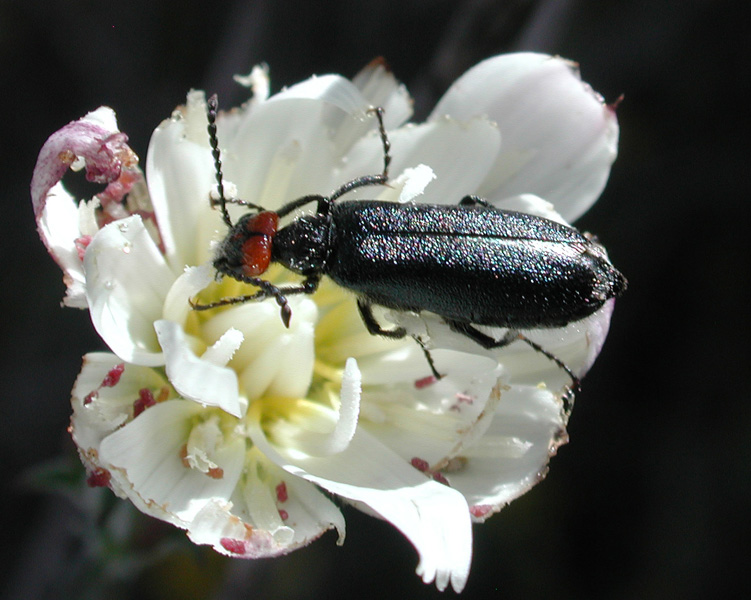
Lytta auriculata

- Lytta aeneiventris Haag-Rutenberg, 1880
- Lytta agrestis (Fall, 1901)
- Lytta albida Say, 1824
- Lytta amoena Péringuey, 1892
- Lytta anceps Fischer, 1827
- Lytta antennalis (Marseul, 1873)
- Lytta aratae Berg, 1882
- Lytta arborea Wellman, 1912
- Lytta arizonica Selander, 1957
- Lytta armeniaca Faldermann, 1837
- Lytta atrovirens Dugès, 1886
- Lytta auriculata Horn, 1870
- Lytta badakschanica Kaszab, 1958
- Lytta battonii Kaszab, 1962
- Lytta bayoni Pic, 1914
- Lytta benguellana Pic, 1911
- Lytta bicolor Fischer, 1824
- Lytta bieti Wellman, 1912
- Lytta biguttata LeConte, 1853
- Lytta bimaculosa Kirsch, 1886
- Lytta bipuncticollis Haag-Rutenberg, 1880
- Lytta blaisdelli (Fall, 1909)
- Lytta cantharoides Thunberg, 1791
- Lytta caraganae (Pallas, 1781)
- Lytta cardinalis Chevrolat, 1833
- Lytta cardonii Fairmaire, 1894
- Lytta carneola Péringuey, 1892
- Lytta chalybea LeConte, 1851
- Lytta childii LeConte, 1857
- Lytta chloris (Fall, 1901)
- Lytta chrysomeloides (Linnaeus, 1763)
- Lytta cinctifrons Marseul, 1879
- Lytta clematidis (Pallas, 1782)
- Lytta coccineus (Ménétriés, 1849)
- Lytta comans Selander, 1960
- Lytta confertus (Say, 1824)
- Lytta corallifera Haag-Rutenberg, 1880
- Lytta cribrata LeConte, 1853
- Lytta crotchii (Horn, 1874)
- Lytta cyanescens Haag-Rutenberg, 1880
- Lytta cyanipennis (LeConte, 1851)
- Lytta delauneyi Fleutiaux & Sallé, 1889
- Lytta deserti (Semenov, 1891)
- Lytta deserticola Horn, 1870
- Lytta difficilis Fall, 1901
- Lytta dimidiata Fischer, 1827
- Lytta discipennis (Fairmaire, 1891)
- Lytta ebenina Dugès, 1877
- Lytta erebea Champion, 1892
- Lytta erythrothorax Mendoza y Herrera, 1866
- Lytta eucera (Chevrolat, 1834)
- Lytta exclamans Fairmaire in Révoil, 1882
- Lytta exclamationis Berg, 1889
- Lytta fissiceps Haag-Rutenberg, 1880
- Lytta fissicollis (Fairmaire, 1886)
- Lytta flavicinereus (Blatchley, 1910)
- Lytta flavicollis Gyllenhal in C. J. Schoenherr, 1817
- Lytta flavipennis (Motschulsky, 1860)
- Lytta flaviventris (Ballion, 1878)
- Lytta flavoangulata (Fairmaire, 1891)
- Lytta fulvicornis Burmeister, 1881
- Lytta fulvipennis LeConte, 1853
- Lytta funerea (Fall, 1901)
- Lytta geniculata Haag-Rutenberg, 1880
- Lytta grumi Semenov, 1893
- Lytta hoppingi Wellman, 1912
- Lytta humilis Haag-Rutenberg, 1880
- Lytta incommoda Horn, 1882
- Lytta incompta Pinto, 1985
- Lytta insperata Horn, 1874
- Lytta intricata Champion, 1892
- Lytta kabakovi Kaszab, 1981
- Lytta kashmirensis Bologna, 1983
- Lytta koltzei Haag-Rutenberg, 1880
- Lytta kryzhanovskyi Kaszab, 1962
- Lytta kwanhsiensis Maran, 1941
- Lytta laeta (Waterhouse, 1889)
- Lytta lecontei Heyden, 1890
- Lytta leucophthalma Fairmaire, 1893
- Lytta limbata (L. Redtenbacher in Hügel, 1844)
- Lytta lugens (LeConte, 1851)
- Lytta lugubris (Horn, 1873)
- Lytta luteovittata (Kraatz, 1882)
- Lytta magister Horn, 1870
- Lytta malltiensis Heydon, 1886
- Lytta manicata J. R. Sahlberg, 1903
- Lytta margarita Fall, 1901
- Lytta melaena LeConte, 1858
- Lytta melanurus (Hope, 1831)
- Lytta meloidea Fairmaire, 1883
- Lytta menetriesi Faldermann, 1832
- Lytta michoacanae Champion, 1892
- Lytta mirifica Werner, 1951
- Lytta moerens (LeConte, 1851)
- Lytta moesta (Horn, 1878)
- Lytta molesta (Horn, 1885)
- Lytta morosa (Fall, 1901)
- Lytta morrisoni (Horn, 1891)
- Lytta mutata Harold, 1870
- Lytta mutilata (Horn, 1875)
- Lytta navajo Werner, 1951
- Lytta nigripilis (Fall, 1901)
- Lytta nigrocyanea Van Dyke, 1929
- Lytta nitidicollis (LeConte, 1851)
- Lytta nunenmacheri Wellman, 1912
- Lytta nuttallii Say, 1824
- Lytta occipitalis Horn, 1883
- Lytta ochropus Haag-Rutenberg, 1880
- Lytta peninsularis Fall, 1901
- Lytta plumbea Haag-Rutenberg, 1880
- Lytta poeciloptera Semenov, 1893
- Lytta polita Say, 1824
- Lytta proteus Haag-Rutenberg, 1880
- Lytta puberula LeConte, 1866
- Lytta pullata Berg, 1889
- Lytta pururascens Fall, 1901
- Lytta pyrrhodera Fairmaire, 1895
- Lytta quadrimaculata (Chevrolat, 1834)
- Lytta rathvoni LeConte, 1853
- Lytta refulgens Horn, 1870
- Lytta regiszahiri Kaszab, 1958
- Lytta reticulata Say, 1824
- Lytta roborowskyi (Dokhtouroff, 1887)
- Lytta rubra Hope, 1831
- Lytta rubrinota Tan, 1981
- Lytta rubrinotata Tan, 1981
- Lytta rufula Fairmaire, 1863
- Lytta sanguinea Haag-Rutenberg, 1880
- Lytta sanguineoguttata Haag-Rutenberg, 1880
- Lytta satiata Escherich, 1904
- Lytta sayi LeConte, 1853
- Lytta seitula Champion, 1892
- Lytta selanderi Saha, 1979
- Lytta selanderi Saha, 1979
- Lytta semilineata Haag-Rutenberg, 1880
- Lytta sifanica Semenov, 1910
- Lytta signaticollis Champion, 1892
- Lytta spissicornis (Fairmaire, 1891)
- Lytta stolida Fall, 1901
- Lytta stygica (LeConte, 1851)
- Lytta sublaevis (Horn, 1868)
- Lytta subviolacea Champion, 1892
- Lytta suturella (Motschulsky, 1860)
- Lytta taliana Pic, 1915
- Lytta tenebrosa (LeConte, 1851)
- Lytta testacea Fabricius, 1792
- Lytta texana LeConte, 1866
- Lytta tristis Mäklin, 1875
- Lytta ulkei Beauregard, 1889
- Lytta unguicularis (LeConte, 1866)
- Lytta usta Fairmaire, 1896
- Lytta variabilis Dugès, 1869
- Lytta vesicatoria (Linnaeus, 1758)
- Lytta viridana LeConte, 1866
- Lytta voeti Schoenherr, 1806
- Lytta vrendenburgi (Kaszab, 1962)
- Lytta vulnerata (LeConte, 1851)
- Lytta xanthomeros Fischer, 1827